# Ucum
Ucum est un village du Mexique dans l'État du Quintana Roo, dans la péninsule du Yucatán. Il compte 1 345 habitants.